# Candi Rejo (Ngawen)
Candi Rejo is een bestuurslaag in het regentschap Klaten van de provincie Midden-Java, Indonesië. Candi Rejo telt 4398 inwoners (volkstelling 2010).